# KIC 8462852
KIC 8462852 (também conhecido como Estrela de Tabby ou WTF Star, por causa do artigo "Where's The Flux?") é uma estrela de classe F da sequência principal localizada na constelação Cisne, a aproximadamente 454 parsecs (1 480 anos-luz) da Terra. Em setembro de 2015, foi publicado um artigo especulando sobre a possibilidade de que as flutuações peculiares observadas na curva de brilho desta estrela poderiam estar associadas a uma estrutura artificial de proporções gigantescas circundando o astro, que teria sido construída por uma civilização alienígena. Os dados registrados pelo telescópio espacial Kepler apresentam um padrão realmente incomum, o que levou muitos pesquisadores a se interessar pelo caso. Vários outros artigos foram publicados para tentar explicar o fenómeno, uma vez que a oscilação da luminosidade das demais estrelas observadas não ultrapassa a marca de 1%, enquanto KIC 8462852 já produziu oscilações que remontam a 22% de obscurecimento na luminosidade emitida pela estrela.
Observações de 2010 a 2018 pelo telescópio VISTA no deserto de Atacama no Chile do norte revelou que o brilho de outra estrela aumentava e diminuía sem padrão definido. Essa falta de padrão é semelhante à estrela de Tabby, exceto que a luz de VVV-WIT-07 caiu em até 80%, enquanto a estrela de Tabby diminuiu apenas cerca de 20%.

## Hipóteses
Uma das hipóteses propostas para explicar a curva de brilho sugere que seria provocada por cometas ou pela existência de inúmeros pequenos corpos, que orbitariam os arredores desta estrela em conjunto. No entanto, essa explicação foi contestada por um artigo que sugere uma possibilidade mais plausível, presumindo um conjunto com pequeno número de grandes objetos, cujo plano do equador do objeto principal esteja inclinado quase 90° em relação ao plano orbital destes objetos em torno da estrela, enquanto os demais objetos estariam quase no mesmo plano do equador do corpo maior. Em outubro de 2015, o astrofísico Michio Kaku declarou à CBS News que todos os suspeitos usuais (cometas, planetas e asteroides) foram descartados e que KIC 8462852 foi a única anomalia deste tipo encontrada entre centenas de milhares de estrelas analisadas pelo telescópio Kepler. A hipótese que uma megaestrutura similar a uma Esfera de Dyson poderia estar produzindo esta oscilação no brilho da estrela, se comprovada, seria classificada por Kaku como "a maior notícia dos últimos 500 anos".